# 안전 하차 보조
안전 하차 보조(영어: Safety Exit Assist, SEA)란 차량 정차 후 탑승자가 내릴 때 후측방에서 다가오는 차량을 감지하는 기술이다.

## 개요
2018년 대한민국에서 개발되었다. 이 기술은 차량 도어에 위치한 차일드 언록 버튼을 조작해 사용 가능하다. 차량 정차 후 후측방에서 다가오는 차량, 오토바이, 자전거 등 위험 물체를 감지한다. 그 후 클러스터와 소리를 통해 운전자에게 경고를 하며, 차량 탑승자가 하차하지 못하게 차량 도어를 잠금상태로 유지한다. 안전 하차 보조 기술은 현대자동차의 싼타페에 처음 적용됐으며, 현재 출시되는 대부분의 차량에 적용되고 있다.

## 감지 조건
1. 시동 On에서 시동 Off 후 10분 이내여야 감지 가능
2. 내 차의 속도가 3km/h 이하 혹은 정차일 경우
3. 상대 차량 속도가 5km/h 이상일 경우

## 같이 보기
- 안전
- 자동차 문
- 위험